# Bleed Like Me
Bleed Like Me è il quarto album in studio del gruppo rock statunitense Garbage, pubblicato nel 2005. Esso fu promosso per poco tempo durante il tour, poiché quest'ultimo si concluse prima del previsto.

## Distribuzione
Il video di Bleed Like Me è stato diretto da Sophie Muller con la collaborazione di Shirley Manson e presentato nel maggio 2005.

## Tracce
1. Bad Boyfriend – 3:55
2. Run Baby Run – 4:36
3. Right Between the Eyes – 3:57
4. Why Do You Love Me – 4:52
5. Bleed Like Me – 3:41
6. Metal Heart – 4:43
7. Sex Is Not the Enemy – 3:08
8. It's All Over But the Crying – 4:19
9. Boys Wanna Fight – 3:56
10. Why Don't You Come Over – 3:55
11. Happy Home – 4:43

## Formazione
- Vocals, Electric Guitar – Shirley Manson
- Electric Guitar, Acoustic Guitar, Synthesizer, Noises – Steve Marker
- Electric Guitar, Acoustic Guitar, Synthesizer, Loops [Atmospherics] – Duke Erikson
- Electric Guitar, Drums, Effects [Efx] – Butch Vig
- Bass – Justin Meldal-Johnsen
- Drums – Dave Grohl (traccia 1)
- Drums – Matt Walker (tracce: 2 to 4, 6, 9 to 11)

## Classifiche
| Classifica (2005) | Posizione massima |
| ----------------- | ----------------- |
| Australia         | 4                 |
| Austria           | 17                |
| Belgio (Fiandre)  | 12                |
| Belgio (Vallonia) | 5                 |
| Canada            | 9                 |
| Danimarca         | 26                |
| Europa            | 2                 |
| Finlandia         | 18                |
| Francia           | 6                 |
| Germania          | 12                |
| Italia            | 14                |
| Norvegia          | 26                |
| Nuova Zelanda     | 25                |
| Paesi Bassi       | 28                |
| Regno Unito       | 4                 |
| Spagna            | 27                |
| Stati Uniti       | 4                 |
| Svezia            | 7                 |
| Svizzera          | 15                |